# Podstawa broni
Podstawa broni – rodzaj urządzenia w której umocowana jest broń.
Jest urządzeniem, które umożliwia najlepsze wykorzystanie jej mocy ognia oraz manewrowości. W zależności od taktycznego przeznaczenia oraz warunków użycia broni rozróżnia się podstawy broni:
- a)  polowe – dzielą się one z kolei na naziemne (cele naziemne), przeciwlotnicze (cele powietrzne), a także uniwersalne (cele naziemne oraz powietrzne);
- b)  pokładowe – montuje się je na transporterach, samochodach, przyczepach itp.;
- c)  stacjonarne – montuje się w schronach, wieżach pancernych;
- d)  lotnicze – montowane w samolotach, które cechuje je duża różnorodność, a ze względu na specyfikę są one wyodrębnione z grupy pokładowych podstaw broni[1].

Podstawy broni w zależności od rodzaju konstrukcji rozróżnia się trójnożne, kołowe, kołowo-trójnożne, kolumnowe, wieżyczkowe oraz kuliste. 